# Imamo dobro glasbo (kompilacija)
Imamo dobro glasbo je bil projekt Vala 202, ki je potekal v letih 2008–12 in 2014. Vsako leto so na glasbenem uredništvu objavili javni razpis za izvirna, še neobjavljena avtorska dela domačih glasbenikov. Razpisna žirija je nato izbrala 14–18 skladb, ki so izšle na kompilacijskem albumu Val0X Imamo dobro glasbo (vsi so izšli pri ZKP RTV Slovenija). Razpis je potekal pod geslom "Hočemo dobro glasbo!", namen pa je bil podpreti domačo aktualno glasbeno sceno (ustvarjanje v popularni glasbi) ter promovirati izbrane izvajalce, mnogi izmed katerih bi bili sicer težko deležni večje medijske izpostavljenosti. Žanrskih omejitev ni bilo, prevladovali pa so rock, hiphop, rap, elektronika/dance, funk, kantavtorski komadi, tudi etno glasba. Na natečaj so se prijavljali in bili na njem izbrani večinoma manj uveljavljeni izvajalci z nekaterimi izjemami, na primer Sausages, Zlatko, N'toko, Severa Gjurin, Zaklonišče prepeva, Vesna Zornik, Buldogi, The Drinkers.

## 2008
Na razpis je prispelo 228 prijav. V razpisni žiriji so bili Andrej Karoli, Igor Bašin, Jure Longyka in Jernej Vene. Album je izšel novembra 2008.
| #   | Izvajalec                | Pesem                | Avtorji |
| --- | ------------------------ | -------------------- | --- |
| 1.  | Stranci                  | Rdeča raketa         | Matjaž Naglič / Srečko Kosovel / Matjaž Naglič                                                                   |
| 2.  | Jacuzzy & Sausages       | Čeveljaza            | Marko Čulajevič / Jakob Krall / Marko Čulajevič                                                                  |
| 3.  | I.Vanish                 | Hip Hop United       | Damjan Jovič / Mark Ivaniš, Jure Tekavec / Mark Ivaniš, Damjan Jović                                             |
| 4.  | Plueg                    | 11                   | Ivor Knafelj |
| 5.  | Superlizo                | Pride spet nazaj?    | Simon Vadnjal |
| 6.  | Matej Krajnc             | Črne strani          | Matej Krajnc |
| 7.  | Go.be                    | XP                   | Primož Prijanovič                                                                                                |
| 8.  | Aynee                    | Si to ti             | Aynee |
| 9.  | Orkester Družinska sreča | Zato te varam        | Viki Vix (g&b&a), Marko Jelovšek (g&a), Maja Marovt, Mare Klemenčič, Tomaž Rihar, Miha Gantar, Dejan Lapanja (a) |
| 10. | Bitch Boys               | Hit'n'run            | Robert Bilođerič                                                                                                 |
| 11. | The Hand                 | Saturday             | Bogdan Mlinar, Sašo Leskovec, Toni Šemerl / Bogdan Mlinar / Toni Šemerl                                          |
| 12. | Dom za sanje             | Tv Shop Show         | Miro Tomšič |
| 13. | Zlatko                   | Gospod je prezaseden | Jaka Birsa / Zlatan Čordić / Zlatan Čordić                                                                       |
| 14. | DiFASO                   | Kaj skrivaš          | DiFASO / Karin Sever / DiFASO                                                                                    |
| 15. | ElaBanda                 | En piko zmage        | Jurij Ferjančič                                                                                                  |
| 16. | X-muza                   | O-di-di              | Nataša Vester Trseglav                                                                                           |
| 17. | Žiga Bižal               | Antitransform        | Žiga Bižal |
| 18. | Gligor Kondovski ()      | Zeleni ples          | Gligor Kondovski                                                                                                 |

## 2009
Na razpis je prispelo nekaj več kot 140 prijav. V razpisni komisiji so bili Andrej Karoli, Jernej Vene, Jure Longyka in Igor Bašin. Album je izšel novembra 2009.
| #   | Izvajalec                          | Pesem                | Avtorji                                                                                          |
| --- | ---------------------------------- | -------------------- | ------------------------------------------------------------------------------------------------ |
| 1.  | MC Laren                           | Delfina              | Laren Polič Zdravič, Marko Kavčnik / Laren Polič Zdravič / Laren Polič Zdravič, Matej Gobec      |
| 2.  | Katarina Juvančič in Dejan Lapanja | Uej uej (Magdalenca) | Katarina Juvančič, Dejan Lapanja / Katarina Juvančič, ljudska / Katarina Juvančič, Dejan Lapanja |
| 3.  | B.A.K.S.                           | Bil bi raj           | Klemen Janežič (g&b&a), Anže Mihelčič, Andrej Peterlin, Boštjan Maren (a)                        |
| 4.  | Spake                              | Marjetica            | Šani Kolbezen / Šani Kolbezen / Spake                                                            |
| 5.  | BeatMyth feat. N'Toko              | Tolerance            | BeatMyth / N'Toko / BeatMyth                                                                     |
| 6.  | NčØdNč                             | Dejte mi mir         | Zoran Bitorajc, Gašper Oražem, Miha Ruparčič                                                     |
| 7.  | Martin Ramoveš Band                | Divji ritem makadama | Martin Ramoveš / Martin Ramoveš / Marko Petrič, Luka Drobnič, Martin Ramoveš, Miha Erič          |
| 8.  | Intimn Frizurn                     | O določeni osebi     | Intimn Frizurn / Jure Kremenšek / Intimn Frizurn                                                 |
| 9.  | Ket                                | Odkar te ni          | Katarina Avbar / Katarina Avbar / Aldo Ivančič                                                   |
| 10. | The Ghen                           | Me                   | Andrej Černelč                                                                                   |
| 11. | Severa Gjurin                      | Ti si moje srce      | Severa Gjurin (g&b&a), Pedro Lousada, David Rossi, Carlos Calado (g&a)                           |
| 12. | Zadnji taxi                        | Dež                  | Roman Zupančič / Roman Zupančič / Tadej Mihelič, Miha Gorše                                      |
| 13. | Buldo9i                            | Kolk rabš?           | Blaž Grm                                                                                         |
| 14. | Adijo kultura                      | Sneg                 | Bogdan Mlinar / Bogdan Mlinar / Adijo kultura                                                    |
| 15. | Feedback                           | Zbogom               | Andrej Maver, Matej Magajne, Miloš Leban, Andrej Klavžar                                         |

## 2010
Na razpis je prispelo 151 prijav. V razpisni žiriji so bili Igor Bašin, Jernej Vene, Jure Longyka in Andrej Karoli. Album je izšel novembra 2010.
| #   | Izvajalec                   | Pesem                         | Avtorji                                                                                                   |
| --- | --------------------------- | ----------------------------- | --- |
| 1.  | BeatMyth feat. N'Toko       | Hello!                        | Igor Vuk, Mitja Pritržnik / Miha Blažič                                                                   |
| 2.  | Leila                       | Ti si                         | Jaka Birsa / Leila Aleksandra Jelić                                                                       |
| 3.  | Same babe                   | Zjutraj ptički prav lepo pojo | Viktor Škedelj Renčelj / Viktor Škedelj Renčelj / Same babe                                               |
| 4.  | Zgrešeni primeri            | Kaku si kej?                  | Janko Rošelj / Janko Rošelj                                                                               |
| 5.  | Jacuzzy                     | Roke gor                      | Jakob Krall - Jacuzzy                                                                                     |
| 6.  | Giftna krf                  | San na cesti                  | Tadej Vesenjak                                                                                            |
| 7.  | Ditka                       | So fine                       | Gorazd Čepin                                                                                              |
| 8.  | Matej Krajnc                | Prišlek                       | Matej Krajnc                                                                                              |
| 9.  | Zaklonišče prepeva          | Još uvek pomislim na tebe     | Vanja Alič / Vanja Alič / Zaklonišče prepeva                                                              |
| 10. | Sabalmoza                   | Poet                          | Sabalmoza / Gregor Vidrih                                                                                 |
| 11. | Blooming                    | Fant, ki je govoril z angeli  | Matic Lukšič / Matic Lukšič / Andrej Pekarovič                                                            |
| 12. | Nejc Sajovic in Jaša Hedžet | Časovni (u)stroj              | Jaša Hedžet / Nejc Sajovic / Jaša Hedžet, Nejc Sajovic                                                    |
| 13. | Brutalna romantika          | Can You Do It?                | Dejan Markič / Peter Zajc                                                                                 |
| 14. | Andrej Bučar Drill          | Z mikrofonom                  | Andrej Bučar                                                                                              |
| 15. | Didiwa                      | Dečko                         | Vesna Godler, Klemen Koman, Rok Tomšič, Tadej Legat, Miran Milič / Klemen Koman, Vesna Godler, Rok Tomšič |
| 16. | I.Vanish                    | Začetek konca                 | Andrej Pečenik / Mark Ivaniš                                                                              |

## 2011
Na razpis je prispelo 260 prijav (sprva so prejeli nekaj več kot 100 skladb, izmed katerih pa se jim jih ni dovolj zdelo dovolj dobrih za uvrstitev na kompilacijsko ploščo, zato so razpis podaljšali). V razpisni žiriji so bili Aida Kurtović, Andrej Karoli, Igor Bašin, Jernej Vene in Jure Longyka. Album je izšel novembra 2011.
| #   | Izvajalec    | Pesem                           | Avtorji                                                                                           |
| --- | ------------ | ------------------------------- | ------------------------------------------------------------------------------------------------- |
| 1.  | Bojler       | Mesto duhov                     | Dare Kaurič / Dare Kaurič, Dušan Moravec / Dare Kaurič                                            |
| 2.  | Lei'yh       | Revolucija? Pa dež je napovedan | Aljoša Feldin                                                                                     |
| 3.  | Jana Sen     | Če vedel bi? Človek!            | Jana Sen / Igor Koštal / Jana Sen, Primož Malenšek, Robert Grubar, Tjaša Kastelic, Andrej Hočevar |
| 4.  | Alee         | Le en dan                       | Aleš Štefančič                                                                                    |
| 5.  | Kill Kenny   | Killing Time                    | Jure Košir, Uroš Kušljan / Jure Košir / Kill Kenny                                                |
| 6.  | Areola       | Navodila za ljubezen            | Peter Ošlaj, Franc Tkalec                                                                         |
| 7.  | Evil Eve     | Ne bi, hvala                    | Jure Golobič / Eva Breznikar / Jure Golobič                                                       |
| 8.  | Obroč        | Najlepši ples                   | Gregor Volk (g&a), Matjaž Perenič (b&a), Nina Volk, Simon Boštjančič, Blaž Dolgan (a)             |
| 9.  | Gorazd Lampe | Travnik in drevo                | Gorazd Lampe                                                                                      |
| 10. | L.S.D.       | Rit pa srajca                   | Grega Povše / Grega Povše / L.S.D.                                                                |
| 11. | Kiti         | Ljubezen                        | Andraž Polič / Esad Babačić / Nino de Gleria, Andraž Polič                                        |
| 12. | Gustav Fevd  | Jesen                           | Janez Goršek, Uroš Makarič, Luka Žabjek, Rok Cizelj / Janez Goršek / Janez Goršek                 |
| 13. | Amfibia      | Kerubin                         | Stanislav Špegel, Boštjan Leben, Mateja Starič / Mateja Starič / Stanislav Špegel                 |
| 14. | Fuzit        | Confuzit                        | Stanislav Špegel – Jure Pukl / / Stanislav Špegel                                                 |
| 15. | Furry Walls  | Let You Go                      | Jure Bežan / Anže Babič, Jure Bežan / Jure Bežan, Anže Babič                                      |

## 2012
Na razpis je prispelo nekaj več kot 140 prijav. V razpisni žiriji so bili Aida Kurtovič, Blaž Tišler, Igor Bašin, Jernej Vene in Jure Longyka. Album je izšel novembra 2012.
| #   | Izvajalec       | Pesem              | Avtorji |
| --- | --------------- | ------------------ | --- |
| 1.  | Palijo          | Povsod je najlepše | Bojan Percl / Palijo / Novak Tunjić, Lenart Velkavrh                                                                             |
| 2.  | Kühlschrank     | Skrivnostno nebo   | Simon Fugina |
| 3.  | The Drinkers    | Recidiv            | Robert Likar / Sandi Kolenc / Robert Likar                                                                                       |
| 4.  | The Marvin Shot | It's Allright      | The Marvin Shot |
| 5.  | Valter          | Luknje v ograji    | Valter Lapanja |
| 6.  | Grega Korošec   | Tisoč žerjavov     | Grega Korošec |
| 7.  | Blu.Sine        | Milonga            | Žiga Kroflič / Urška Bajec / Blu.Sine                                                                                            |
| 8.  | T.M.S. Crew     | Moj krog           | Teo Peternelj, Tomi Eler, Simon Roblek, Mitja Slabe, Sanja Potežica (g), Jošt Urbanc, Luka Vogelnik (g&b), Željko Mladenovič (a) |
| 9.  | Sedukt          | Ljubezenska        | Ambrož Pušnik / Ambrož Pušnik / Matija Mavsar, Ambrož Pušnik, Gašper Grubar                                                      |
| 10. | Bo!             | Eno                | Jurij Žohar, Boštjan Meh / Boštjan Meh / Jurij Žohar, Boštjan Meh                                                                |
| 11. | The Vast Blasts | Sammy              | Jure Bežan, Luka Pavlin / Anže Babič / Jure Bežan, Anže Babič, Luka Pavlin                                                       |
| 12. | Šansongaraž     | Mon Amour          | Tomaž Plesec / Tomaž Plesec / Drago Brumen                                                                                       |
| 13. | Gaber Brin      | Šihtarska          | Roman Zupančič / Roman Zupančič / Simon Šega, Anton Zidar, Predrag Baković, Uroš Planinc                                         |
| 14. | Žygc            | Chop n' Screw      | Žiga Štiftar |
| 15. | Housemouse      | Split Personality  | Stanislav Špegel |

## 2014
Na razpis je prispelo nekaj več kot 200 prijav. V razpisni komisiji so bili Žiga Klančar, Maša Pavoković, Jernej Vene in Blaž Tišler. Album je izšel oktobra 2014.
| #   | Izvajalec                       | Pesem                   | Avtorji                                                                                               |
| --- | ------------------------------- | ----------------------- | --- |
| 1.  | Jamirko & Maya                  | Ujeta                   | Mirko V. Polič / Maya / Mirko V. Polič                                                                |
| 2.  | Karmakoma                       | Never Enough            | Enej Mavsar (g&b&a), Petar Stojanović, Benjamin Kovač (g&a)                                           |
| 3.  | John Doe                        | Black Glitter           | Luka Zemljič / Dejan Krupič / Luka Zemljič, Marko Zemljič, Bojan Marinko, Aleš Svetina, Tilen Knaflič |
| 4.  | Kino za dva                     | Ugriz ljubezni          | Matevž Kolenc, Marek Fakuč, David Jarh, Rok Pavliha, Romina Ponti (g&a), Sara Knežević (g&b&a)        |
| 5.  | Jardier                         | Pieces                  | Alex Jardier / Alex Jardier / Alex Jardier, Zmago Šmon                                                |
| 6.  | Alkimia                         | Ne sprašuj              | Breda Božič (g&b&a), Tilen Stepišnik (g&a), Janez Moder, Robert Rebolj (a)                            |
| 7.  | Harshside                       | Harshside               | Kaja Skrbinšek, Anej Kočevar / Kaja Skrbinšek / Anej Kočevar                                          |
| 8.  | Vesna Zornik in TangoApasionada | Tebe (te imam)          | Katarina Avbar / Katarina Avbar / Vesna Zornik in TangoApasionada                                     |
| 9.  | The Swingtones                  | Srce "L'amour toujours" | Matjaž Dajčar, Sebastijan Lukovnjak / Sebastijan Lukovnjak / Matjaž Dajčar                            |
| 10. | Studiogrooves feat. Katja Koren | Košček mojega srca      | Tim Bridges / Fedja Juvan / Tim Bridges                                                               |
| 11. | Mojcart                         | Lahko                   | Mojca Zalar (g&b&a), Peter Pavičić, Špela Pirnat, Aljoša Struga, Anže Žurbi, Maša Tomc (a)            |
| 12. | Dreamon                         | Vikend zvezda           | Daša Makuc, Jaka Selan, Rok Trček, Jan Leščanec                                                       |
| 13. | Popalt                          | Recikliram stvari       | Jaka Darovec (g&b&a), Jernej Darovec (b)                                                              |
| 14. | Zen Vox Darjeeling              | Tequila                 | Jure Gabršček                                                                                         |